# Joana Ferreira Lima
Joana Fernanda Ferreira Lima (18 de Novembro de 1963) é uma empresária portuguesa licenciada em Relações Internacionais. É dirigente do Partido Socialista, foi presidente da Câmara Municipal da Trofa, e foi eleita pelo círculo do Porto como deputada à Assembleia da República nas legislaturas X (2005-2009), XIII (2015-2019), e XIV (2019-).